# Malasaña
Malasaña, chiamato anche barrio de las Maravillas ("quartiere delle Meraviglie" in spagnolo), è un quartiere di Madrid. È situato nel distretto Centro della città e corrisponde amministrativamente con la zona est del quartiere Universidad. Si trova fra Chueca e Argüelles ed è limitata dalla Gran Vía, dalla calle Fuencarral, dalla calle San Bernardo e dalla zona della plaza de Bilbao.

## Storia
Il quartiere deve il suo nome alla giovane Manuela Malasaña, che partecipò alla difesa dell'attuale Plaza del 2 de Mayo, durante l'invasione della Spagna da parte di Napoleone. La ragazza fu fatta prigioniera e uccisa con l'accusa di possedere alcune forbici, considerate come armi, nel suo podere. Fu sotterrata nel Hospital de la Buena Dicha nella calle de Silva.

## Cultura
La zona è conosciuta per il suo ambiente alternativo e la sua vita notturna. Malasaña fu il centro del movimento culturale della Movida madrileña negli anni '70 e '80.
Di notte, le strade di Malasaña si riempiono di persone; molte di esse si ritrovano nei parchi per praticare il botellón (rito giovanile spagnolo che consiste nel consumare alcolici e ascoltare musica in luoghi pubblici) o nei numerosi bar e pub esistenti nella zona. Alcune di queste attività hanno suscitato critiche da parte degli abitanti del quartiere, che si lamentano del rumore e dal traffico provocato dai visitatori.
L'ambiente del quartiere non incoraggia la presenza di grandi discoteche, rimpiazzate da piccoli locali, aperti generalmente fino a tarda notte, più adeguati per ascoltare gli stili di musica rock, ska punk e reggae che qui predominano.
Il quartiere è nominato nella canzone Me gustas tú di Manu Chao.

## Infrastrutture e trasporti
È facilmente raggiungibile grazie alle fermate della metro Tribunal (su calle Fuencarral) o Noviciado.